# Лелиан
Вижте пояснителната страница за други личности с името Лелиан.
Улпий Корнелий Лелиан е узурпатор, издигнат като император на Галската империя през февруари-март 269 г. в Майнц, където два от легионите изменили на Постум.
Управлението на Лелиан продължава около месец, след което е обсаден, победен и екзекутиран от поддръжниците на Постум, който малко по-късно също е убит. Смята се че Лелиан има келто-иберийски или испански произход и е бил легат на Горна Германия.